# A partir de ahora... Democracia a través de Plebiscito
A partir de ahora... Democracia a través de Plebiscito (en alemán: Ab jetzt … Demokratie durch Volksabstimmung, abreviado Volksabstimmung) es un partido político en Alemania. Si bien no tiene una ideología política definida, se puede caracterizar como un partido conservador nacionalista. Busca implementar la democracia directa y restringir la inmigración. Es calificado por lo general como un partido xenófobo y de extrema derecha.
Su presidente es Helmut Fleck y actualmente cuenta con aproximadamente 1000 miembros.  Hasta el 13 de julio de 2007 utilizó el nombre abreviado Deutschland.

## Resultados electorales
- En las Elecciones al Parlamento Europeo de 2004, obtuvo 135.015 votos (0,5%)
- En las Elecciones federales de Alemania de 2005 obtuvo 1473 votos directos (Erststimmen) y 9643 votos de lista (Zweitstimmen),  equivalentes al 0,02% de los votos válidamente emitidos.
- En las elecciones estatales de Bremen de 2007 sólo presentó candidatos en Bremerhaven y obtuvo el 0,8% en la ciudad y un 0,1% a nivel estatal.
- En las Elecciones estatales de Hesse de 2008 el partido se presentó bajo el nombre Plebiscito (Volksabstimmung) y obtuvo 3.130 Zweitstimmen, equivalentes al 0,1 por ciento. El mismo día participó en las elecciones estatales de Baja Sajonia y obtuvo 5944 Zweitstimmen, equivalentes al 0,2 por ciento.
- En las Elecciones estatales de Renania del Norte-Westfalia de 2010, obtuvo 7787 Zweitstimmen, lo cual corresponde al 0,1%.
- En las Elecciones federales de Alemania de 2013, obtuvo 1748 votos directos (0,0%) y 28.654 (0,1%) votos de lista.
- En las Elecciones al Parlamento Europeo de 2014, obtuvo 88.535 votos (0,3%)
- En las Elecciones federales de Alemania de 2017, obtuvo 6316 votos directos (0,0%) y 9631 (0,0%) votos de lista.
- En las Elecciones al Parlamento Europeo de 2019, obtuvo 58.541 votos (0,2%)
- En las Elecciones federales de Alemania de 2021, obtuvo 1086 votos directos (0,0%)